# Kuznetsovita
La kuznetsovita és un mineral de la classe dels fosfats. Rep el nom en honor de Valery Alekseevich Kuznetsov (Валерия Алексеевича Кузнецова) (12 d'abril de 1906 - 4 d'agost de 1985), geòleg rus. Va ser un expert en magmatisme i en la formació de minerals endògens (mercuri i metalls no ferrosos) i va descobrir els dipòsits de mercuri d'Aktash i Peza (República de l'Altai).

## Característiques
La kuznetsovita és un arsenat de fórmula química (Hg₂+)Hg2+(AsO₄)Cl. Cristal·litza en el sistema isomètric. La seva duresa a l'escala de Mohs es troba entre 2,5 i 3.
Segons la classificació de Nickel-Strunz, la kuznetsovita pertany a «08.BO: Fosfats, etc. amb anions addicionals, sense H₂O, només amb cations de mida gran, (OH, etc.):RO₄ sobre 1:1» juntament amb els següents minerals: nacafita, preisingerita, petitjeanita, schumacherita, atelestita, hechtsbergita, smrkovecita, kombatita, sahlinita, heneuïta, nefedovita, artsmithita i schlegelita.

## Formació i jaciments
Va ser descrita a partir de mostres trobades en dos indrets: el dipòsit de mercuri i antimoni de Khaidarkan (Província de Batkén, Kirguizstan) i el jaciment de mercuri d'Arzakskoye, a la serralada d'Uyuk (Tuvà, Rússia). També ha estat descrita en altres jaciments de mercuri propers a les dues colocalitats tipus.